# Coupe CECAFA des clubs 1995
Navigation
Édition 1994 Édition 1996
La Coupe CECAFA des clubs 1995 est la vingt-et-unième édition de la Coupe Kagame inter-club, une compétition organisée par la CECAFA (Conseil des Associations de Football d'Afrique de l'Est et Centrale) et qui regroupe les clubs d'Afrique de l'Est s'étant illustré dans leur championnat national. Les rencontres se jouent en Tanzanie, à Dar es Salam et Mwanza.
Cette édition regroupe huit formations réparties en deux poules. Les deux premiers de chaque poule se qualifient pour la phase finale, jouée en matchs à élimination directe.
C'est le club tanzanien de Simba SC, qui évolue à domicile, qui remporte le trophée, après avoir battu les Ougandais d'Express FC en finale. C'est le quatrième titre de l'histoire du club dans la compétition. 
La Tanzanie, pays hôte de la compétition, a le droit d'engager deux clubs alors que l'ensemble des autres membres de la CECAFA aligne un représentant. 

## Équipes participantes
- Simba SC - Champion de Tanzanie 1994 et tenant du titre
- Young Africans FC - Vice-champion de Tanzanie 1994
- Kenya Breweries - Champion de Kenya 1994
- Adulis Club - Champion d'Érythrée 1994
- Express FC - Vice-champion d'Ouganda 1994
- Malindi SC - Vice-champion de Zanzibar 1994
- Al-Mourada SC - 3e du championnat du Soudan 1994
- Morris Supplies FC - Champion de Somalie 1994

## Compétition

### Premier tour
Groupe A :
| Rang | Équipe             | Pts | J | G | N | P | Bp | Bc | Diff |  | Résultats (▼ dom., ► ext.) |  |     |     |     |
| ---- | ------------------ | --- | - | - | - | - | -- | -- | ---- |  | -------------------------- |  | --- | --- | --- |
| 1    | Simba SC           | 7   | 3 | 2 | 1 | 0 | 8  | 3  | +5   |  | Simba SC                   |  | 1-1 | 3-1 | 4-1 |
| 2    | Express FC         | 4   | 3 | 1 | 1 | 1 | 2  | 2  | 0    |  | Express FC                 |  |     | 0-1 | 1-0 |
| 3    | Morris Supplies FC | 4   | 3 | 1 | 1 | 1 | 3  | 4  | -1   |  | Morris Supplies FC         |  |     |     | 1-1 |
| 4    | Adulis Club        | 0   | 3 | 0 | 0 | 3 | 2  | 8  | -6   |  | Adulis Club                |  |     |     |     |

Groupe B :
| Rang | Équipe            | Pts | J | G | N | P | Bp | Bc | Diff |  | Résultats (▼ dom., ► ext.) |  |     |     |     |
| ---- | ----------------- | --- | - | - | - | - | -- | -- | ---- |  | -------------------------- |  | --- | --- | --- |
| 1    | Kenya Breweries   | 6   | 3 | 2 | 0 | 1 | 5  | 3  | +2   |  | Kenya Breweries            |  | 0-1 | 2-1 | 3-1 |
| 2    | Al-Mourada SC     | 5   | 3 | 1 | 2 | 0 | 4  | 3  | +1   |  | Al-Mourada SC              |  |     | 1-1 | 2-2 |
| 3    | Young Africans FC | 2   | 3 | 0 | 2 | 1 | 3  | 4  | -1   |  | Young Africans FC          |  |     |     | 1-1 |
| 4    | Malindi SC        | 2   | 3 | 0 | 2 | 1 | 4  | 6  | -2   |  | Malindi SC                 |  |     |     |     |

### Phase finale
|  | Demi-finales      | Demi-finales      | Demi-finales   | Demi-finales   |                               |              | Finale          | Finale          | Finale          | Finale          |
|  |                   |                   |                |                |                               |              |                 |                 |                 |                 |
|  | 9 février 1995    | 9 février 1995    | 9 février 1995 | 9 février 1995 |                               |              | 11 février 1995 | 11 février 1995 | 11 février 1995 | 11 février 1995 |
|  | Simba SC          | Simba SC          | 1              | 1              |                               |              | 11 février 1995 | 11 février 1995 | 11 février 1995 | 11 février 1995 |
|  | Simba SC          | Simba SC          | 1              | 1              |                               |              | 11 février 1995 | 11 février 1995 | 11 février 1995 | 11 février 1995 |
|  | Al-Mourada SC     | Al-Mourada SC     | 0              | 0              |                               |              | 11 février 1995 | 11 février 1995 | 11 février 1995 | 11 février 1995 |
|  | Al-Mourada SC     | Al-Mourada SC     | 0              | 0              | Simba SC tab                  | Simba SC tab | 1 (5)           | 1 (5)           |                 |                 |
|  | 9 février 1995    |                   |                |                | Simba SC tab                  | Simba SC tab | 1 (5)           | 1 (5)           |                 |                 |
|  |                   |                   | Express FC     | Express FC     | 1 (3)                         | 1 (3)        |                 |                 |                 |                 |
|  | Kenya Breweries   | Kenya Breweries   | Express FC     | Express FC     | 1 (3)                         | 1 (3)        | 0               | 0               |                 |                 |
|  | Kenya Breweries   | Kenya Breweries   |                |                |                               |              |                 | 0               |                 |                 |
|  | Express FC        | Express FC        | 2              | 2              |                               |              |                 |                 |                 |                 |
|  | Express FC        | Express FC        | 2              | 2              | Match pour la troisième place |              |                 |                 |                 |                 |
|  |                   |                   |                |                |                               |              |                 |                 |                 |                 |
|  | 11 février 1995   |                   |                |                |                               |              |                 |                 |                 |                 |
|  | Al-Mourada SC tab | Al-Mourada SC tab | 0 (5)          | 0 (5)          |                               |              |                 |                 |                 |                 |
|  | Al-Mourada SC tab | Al-Mourada SC tab | 0 (5)          | 0 (5)          |                               |              |                 |                 |                 |                 |
|  | Kenya Breweries   | Kenya Breweries   | 0 (4)          | 0 (4)          |                               |              |                 |                 |                 |                 |
|  | Kenya Breweries   | Kenya Breweries   | 0 (4)          | 0 (4)          |                               |              |                 |                 |                 |                 |

### Finale
| 11 février 1995 | Simba SC        | 1 - 1 | Express FC               | Dar es Salam |  |
|                 | G.Masatu 53e    |       | 51e (csc) Hussein Marsha |              |  |
|                 | Tirs au but 5-3 |       |                          |              |  |

| Coupe Kagame inter-clubs Simba SC 4e titre |